# Nhà thờ chính tòa Thánh Phanxicô Xaviê, Ambon
Nhà thờ chính tòa Thánh Phanxicô Xaviê (tiếng Indonesia: Katedral Santo Fransiskus Xaverius), hay còn được gọi là Nhà thờ chính tòa Ambon, là nhà thờ chính tòa của Giáo phận Công giáo Ambon tại thành phố Ambon, đảo Ambon, tỉnh Maluku, phía Đông Indonesia.

## Lịch sử
Nhà thờ tôn vinh linh mục người Tây Ban Nha Francisco Javier nhờ công việc truyền giáo mà Kitô giáo truyền bá đến Moluccas.
Ngôi đền theo nghi thức La Mã hoặc La tinh và là nhà thờ mẹ của Giáo phận Amboina (Dioecesis Amboinaënsis hoặc Keuskupan Amboina) bắt đầu như một quận tông đồ vào năm 1902 bởi con bò "Quod Christus". Giáo hoàng John XXIII.
Đó là trách nhiệm mục vụ của Đức cha Petrus Canisius Mandagi.